# Microsynodontis nasutus
Microsynodontis nasutus là tên của một loài cá da trơn bơi lộn ngược và là loài đặc hữu của Gabon (nơi sinh sống của chúng là sông Ivindo). Năm 2004, nhà ngư học người Singapore Heok Hee Ng là người đầu tiên mô tả loài cá này.

## Phát hiện
Trước năm 2004, chi Microsynodontis được cho là chỉ có 4 loài đó là Microsynodontis batesii, M. christyi, M. lamberti và M. polli. Tuy nhiên khi thu thập các mẫu vật từ vùng trũng của khu vực Guinea thì nhà ngư học Heok Hee Ng đã thu được 17 mẫu, trong đó 9 mẫu là của các loài đã xác định tên còn lại 8 mẫu thì chưa. Ông đã xuất bản mô tả này vào năm 2004 và loài này là một trong số các loài mới mà ông mô tả.

## Mô tả
M. nasutus là loài cá nhỏ, kích thước tối đa chỉ 3,7 cm. Miệng của chúng hướng xuống dưới, môi rộng có nhú. Đầu có 3 cặp râu, 1 cặp ở hàm trên, 2 cặp còn lại thì ở hàm dưới. Vây lưng và vây bụng có gai, chúng có thể khóa những cái vây này lại một chỗ để tự vệ. Cơ thể của chúng hình trụ.
Loài này có thể phân biệt với các loài cùng chi khác bằng cách xem chiều dài của miệng. Miệng chúng thì dài hơn, khoảng 50 đến 53% chiều dài cơ thể còn các loài khác thì ngắn hơn, chỉ 36 đến 50%.